# Credo, quia absurdum est
Credo, quia absurdum est je latinska rečenica, ki pomeni »verujem (ali verjamem), ker je absurdno«. Gre za parafrazo izjave, ki jo je izrazil antični pisec Tertulijan v svojem delu De carne Christi (sl. O Kristusovem telesu). Izjava se v izvirni obliki glasi: »prorsus credibile est, quia ineptum est«, kar bi lahko prevedli kot »docela je verjetno, ker je nesmiselno«. Kontekst te izjave predstavlja zagovor osnovnih postavk pravovernega krščanstva nasproti doketizmu:
Crucifixus est Dei Filius, non pudet, quia pudendum est; et mortuus est Dei Filius, prorsus credibile est, quia ineptum est; et sepultus resurrexit, certum est, quia impossibile. — (De Carne Christi V, 4) 
Križan je bil božji sin, ne vzbuja sramu, ker je sramotno; in umrl je božji sin, docela je verjetno, ker je nesmiselno; in pokopan je vstal, gotovo je, ker je nemogoče. — (O Kristusovem telesu V, 4)
Rečenica ne odraža katoliške vere, kot je pojasnil papež Benedikt XVI: »Katoliška tradicija že od začetka zavrača tako imenovani fideizem, ki je želja verovati zoper razum. Credo quia absurdum (verjamem, ker je absurdno) ni obrazec, ki razlaga katoliško vero.«
Rečenico na ta način včasih povezujejo z fideizmom, to je »filozofski sistem in naravnanost uma, ki, zanikujoč zmožnost človeškega razuma, da doseže gotovost, pritrjuje temu, da akt človeškega spoznanja obstoji v aktu vere, in da je najvišji kriterij gotovosti avtoriteta.« (Katoliška enciklopedija) Stavek so tudi pogosto uporabljali eksistencialisti, čeprav drugače interpretiranega.
Rečenica se pogosto napačno uporablja kot primer iracionalnosti vere. Toda gledano v širšem kontekstu celotne Tertulijanove argumentacije, ki je v tem, da je pri zelo neverjetnih zgodbah malo možnosti, da bi bile potvorjene, gledano v tem kontekstu je torej očitno, da ne zagovarja iracionalnega pristopa k veri. 
Ta rečenica je navdihnila slavno izjavo ameriškega novinarja, satirika, lingvista in kulturnega kritika H. L. Menckena: »Tertulijanu pripisujejo moto 'Credo quia absurdum'—'Verjamem, ker je nemogoče'. Ni potrebno omeniti, da je pričel svojo življenjsko pot kot odvetnik.« 

Rečenico je prav tako uporabil D. T. Suzuki v svoji knjigi Introduction to Zen Buddhism (sl. Uvod v zen budizem): 
»Poznani cerkveni oče iz zgodnjega srednjega veka je nekoč vzkliknil: „O ubogi Aristotel! Ti, ki si za krivoverce odkril umetnost dialektike, umetnost grajenja in podiranja, umetnost razpravljanja o vsem in uresničevanja ničesar!“ Prav zares, toliko truda okoli ničesar! Poglejte, kako si filozofi vseh dob med seboj nasprotujejo, potem ko so potrošili vso svojo logično ostroumnost in analitično bistrost za tako imenovane probleme znanosti in védenja. Ni čudno, da je ta isti stari modri mož, hoteč enkrat za vselej napraviti konec takim brezkoristnim razpravam, pogumno odvrgel bombo naravnost v sredo teh graditeljev iz peska: „Certum est, quia impossibile est“, ali bolj logično „Credo, quia absurdum est.“ Verjamem, ker je iracionalno; mar ni to brezpogojna potrditev zena?«